# Musulmán converso
La expresión musulmán converso designa a quienes, habiendo tenido antes otras creencias religiosas, se han convertido al Islam.
El pensamiento musulmán considera la conversión al islam como un regreso a la condición natural plena.
Los primeros grupos significativos de españoles convertidos al islam son de mediados de los años 70`s. El 20 de noviembre de 1975, tres españoles se convirtieron en Londres y fundaron en Córdoba  la  primera  comunidad  sufí -tarika- de España (1976), perteneciente al grupo del converso británico Ian Dallas. Esta comunidad morabitún se dividió, y una parte se instaló en Almodóvar del Río (Córdoba) fundando la Junta Islámica (10/5/1989) y la Federación de Entidades Religiosas Islámicas 5/10/1989). El líder de esta comunidad fue Mansur Escudero, quien tendrá gran importancia en el intento de desarrollo de un islam español.
El censo publicado en 2008 por la Unión de Comunidades Islámicas de España (UCIDE) da la cifra de 1.130.000 musulmanes residentes en España, equivalente al 2,5 % de la población total. De todos ellos, se estima que entre 30.000 y 40.000 son musulmanes conversos; la mayoría de los cuales poseen la nacionalidad española.
Buena parte de los musulmanes conversos españoles están agrupados en la Junta Islámica y en la Junta Islámica Catalana. La Junta Islámica ha creado el Instituto Halal, el portal de internet WebIslam , la revista Verde Islam  y Radio WebIslam.  A través de estos medios, se da a conocer un pensamiento musulmán adaptado a la convivencia de diversas creencias en la sociedad occidental. 
Frecuentemente, los conversos a una creencia minoritaria dentro de un país pueden encontrar ciertas dificultades para vivir y expresar públicamente su credo religioso; sin embargo, dichas dificultades no suelen ser graves en los países occidentales, dado que sus sistemas legales incorporan el principio de libertad religiosa.
Personalidades musulmanas actuales en España que son musulmanes conversos:
- Abdennur Prado ,
- Mansur Escudero
- Hashim Ibrahim Cabrera  (enlace roto disponible en Internet Archive; véase el historial, la primera versión y la última).
- Ndeye Andújar